# Hořesedly
Hořesedly är en ort i Tjeckien.   Den ligger i regionen Mellersta Böhmen, i den västra delen av landet, 60 km väster om huvudstaden Prag. Hořesedly ligger 383 meter över havet och antalet invånare är 453.
Terrängen runt Hořesedly är huvudsakligen platt, men åt sydväst är den kuperad. Runt Hořesedly är det ganska tätbefolkat, med 65 invånare per kvadratkilometer. Närmaste större samhälle är Rakovník, 11,3 km sydost om Hořesedly. Trakten runt Hořesedly består till största delen av jordbruksmark.